# عراس (صعفان)

تعديل مصدري - تعديل

عراس هي إحدى قرى عزلة بني عراف بمديرية صعفان التابعة لمحافظة صنعاء، بلغ تعداد سكانها 360 نسمة حسب تعداد اليمن لعام 2004.